# Mahamane Touré
Mahamane Touré, né vers 1954 à Markala, est un général de l'armée malienne.

## Biographie
Il rejoint les troupes aéroportées en 1972. Il est directeur général des douanes maliennes entre 1994 et 1996, avant de servir au sein du ministère de la défense. De 2006 à 2012, il est commissaire chargé des Affaires politiques, de la paix et de la sécurité à la CEDEAO. Il est nommé général de brigade le 1er octobre 2010. Il est ensuite directeur de l'École de maintien de la paix Alioune Blondin Beye à partir de mars 2012. 

### Chef d'état-major
Il est nommé chef d'état-mjor de l'armée malienne le 8 novembre 2013. Il remet sa démission après la déroute des forces armées maliennes à Kidal le 29 mai 2014 mais reste finalement en poste. Il part à la retraite le 29 juin 2016 et est remplacé par son adjoint, le général Didier Dacko,. Son départ est lié à son refus de sanctionner les agissements du colonel Ag Gamou qui a pris la tête des miliciens du GATIA.

### Ambassadeur
Il est nommé ambassadeur du Mali à Niamey, le président nigérien recevant ses lettres de créance le 23 juillet 2018.